# 오스틴 버틀러
오스틴 버틀러(Austin Butler, 1991년 8월 17일 ~ )는 미국의 배우이다.

## 출연 작품

### 영화
- 요가 호저스 (2016) - 헌터 캘로웨이 역
- 녀석들의 졸업백서 (2018) - 토머스 역
- 데드 돈 다이 (2019) - 잭 역
- 원스 어폰 어 타임... 인 할리우드 (2019) - 찰리 "텍스" 왓슨 역
- 엘비스 (2022) - 엘비스 프레슬리 역
- 바이크 라이더스 (2023) - 베니 역
- 듄: 파트 2 (2024) - 페이드 로타 하코넨 역
- 에딩턴 (2025) - 버넌 제퍼슨 피크 역
- 커트 스틸링 (2025) - 헨리 "행크" 톰슨 역

### 텔레비전
- 캐리 다이어리 (2013-14) - 세바스찬 키드 역
- 샨나라 연대기 (2016) - 윌 옴스포드 역
- 마스터스 오브 디 에어 (2024) - 게일 클레븐 역